# Hrdinný kosmonaut Homer
Hrdinný kosmonaut Homer (anglicky Deep Space Homer) je 15. díl 5. řady (celkem 96.) amerického animovaného seriálu Simpsonovi. Scénář napsal David Mirkin a díl režíroval Carlos Baeza. V USA měl premiéru dne 24. února 1994 na stanici Fox Broadcasting Company a v Česku byl poprvé vysílán 5. listopadu 1995 na stanici ČT1.

## Děj
Ve Springfieldské jaderné elektrárně Homer Simpson věří, že vyhraje cenu Pracovník týdne; odbory vyžadují, aby ji dostal každý zaměstnanec, a Homer je jediným zaměstnancem elektrárny, který ji nikdy nevyhrál. Místo toho pan Burns, Homerův šéf, předá cenu neživé uhlíkové tyči. Homer si myslí, že si ho nikdo neváží, a pro zlepšení nálady sleduje televizi. Náhle se dálkový ovladač rozbije a televize zůstane na stanici s televizním přenosem startu raketoplánu, který Homerovi připadá nudný. Později v hospodě U Vočka zavolá žertem do NASA, aby si postěžoval. NASA se následně rozhodne vyslat do vesmíru „průměrného chlapa“, aby si zlepšila sledovanost u Nielsenu, a vybere si Homera. Když však dorazí k Vočkovi, Homer se domnívá, že má potíže, a z žertovného telefonátu obviní Barneyho Gumblea. Poté, co pozvou Barneyho k účasti na startu do vesmíru, řekne Homer NASA pravdu a ta souhlasí s výcvikem obou. 
Na mysu Canaveral se Homer a Barney účastní cvičení. Zatímco je pod zákazem NASA požívat alkohol, střízlivý Barney si osvojí vynikající schopnosti a je vybrán k letu s Buzzem Aldrinem a Racem Banyonem. Po přípitku nealkoholickým nápojem se Barney vrací k alkoholismu a odlétá pomocí jetpacku. Jako Barneyho náhrada je vybrán Homer, jenž však během příprav na start znervózní a uteče. Marge ho povzbudí, aby využil příležitosti, a on se ke startu znovu připojí; přenos má dobrou televizní sledovanost. 
Homer propašuje na palubu raketoplánu sáček bramborových lupínků a po příletu do vesmíru ho otevře. Kvůli stavu beztíže ve vesmíru se chipsy rozptýlí a ucpou přístroje. Při jejich pojídání Homer rozbije mraveniště a mravenci zničí navigační systém. Během vysílání o vesmírné misi se hlasatel Kent Brockman mylně domnívá, že mravenci jsou obří mimozemšťané, kteří se chystají zotročit Zemi. Hudebník James Taylor, který zpíval v rádiu, navrhne, aby mravence vyhodili poklopem. Homerovi se nepodaří nasadit si postroj a málem je vyhozen do vesmíru, když v tom se chytí za madlo poklopu. Rukojeť poklopu se ohne, což zabrání jeho úplnému uzavření. Při obraně před rozzuřeným Racem Homer popadne uhlíkovou tyč a nechtěně ji použije k uzavření poklopu. Raketoplán se bezpečně vrátí na Zemi a v budově tiskového kongresu. Ačkoli Buzz nazve Homera hrdinou, tisk uznává pouze uhlíkovou tyč; objeví se na obálce časopisu Time a dostane se mu průvodu s lechtivou páskou. Přesto ho Homerova rodina stále oslavuje jako hrdinu.

## Produkce
Scénář k seriálu napsal showrunner David Mirkin a režíroval jej Carlos Baeza. Epizodu založil na tom, že NASA zrušila projekt Učitel ve vesmíru, který vysílal civilisty do vesmíru, aby zvýšil zájem veřejnosti o program Space Shuttle. Štáb se obával, že vyslat Homera do vesmíru je příliš velký nápad, a tvůrce Simpsonových Matt Groening řekl, že „nemají kam jít“. Několik gagů bylo zmírněno, aby epizoda působila realističtěji, včetně myšlenky, že všichni v NASA jsou stejně hloupí jako Homer, místo toho se Mirkin více zaměřil na Homerovy pokusy získat si respekt své rodiny.
Buzz Aldrin, druhý člověk, který se prošel po Měsíci, a hudebník James Taylor hostovali jako oni sami. Štáb se obával, že Aldrin bude považovat svou repliku „druhý přichází hned po prvním“ za urážku, a nabídl jako zálohu alternativní repliku. Aldrin však dal přednost původní replice, která byla ve scénáři ponechána. Taylor pro epizodu nahrál upravenou verzi svého singlu „Fire and Rain“ z roku 1970 a písně Carole Kingové „You've Got a Friend“ z roku 1971. Jeho nahrávání se objevuje jako přídavek na DVD vydání páté řady. Místo Baezy režíroval pasáž s bramborovými lupínky David Silverman; lupínky byly částečně animovány na osobním počítači Amiga, aby bylo jejich otáčení plynulé.

## Parodie
Díl obsahuje několik odkazů na film 2001: Vesmírná odysea z roku 1968. Ve scéně, kdy se Homer vznáší a jí bramborové lupínky ve vesmíru, zazní valčík Johanna Strausse mladšího „Na krásném modrém Dunaji“, který byl použit ve filmu.
Homer sleduje epizodu Itchyho a Scratchyho, v níž Itchy vyletí ze Scratchyho, což je odkaz na film Vetřelec, a pak mučí Scratchyho v modulu EVA, což je odkaz na fiktivní vesmírnou loď Discovery One. Když Bart Simpson hodí fixu, ta se ve zpomaleném záběru otočí a ve střihu je nahrazena válcovým satelitem jako parodie na podobný přechod použitý ve filmu; film i díl používají jako doprovodnou hudbu tónovou báseň Richarda Strausse „Also sprach Zarathustra“. 
Scéna, v níž jede rodina Simpsonových společně v autě, je parodií na úvodní část seriálu The Beverly Hillbillies. Název filmu odkazuje na televizní seriál Star Trek: Stanice Deep Space Nine. 

## Témata
Díl se zabývá Barneyho alkoholismem, když vystřízliví, aby se stal fit a jasně uvažujícím, a poté, co se napije nealkoholického nápoje, se vrátí ke své obvyklé opilecké povaze, což je příklad „přehnané neschopnosti“. Epizoda také zkoumá vztahy mezi členy rodiny Simpsonových, zejména jejich vývoj po Homerově cestě do vesmíru. Na začátku epizody napíše Bart na Homerovu hlavu „Sem vložte mozek“, aby naznačil, že není dost inteligentní na to, aby si zasloužil respekt své rodiny. Po Homerově návratu z vesmíru mu Bart místo toho napíše na zátylek „Hrdina“. Výlet do vesmíru a hrdinský čin mu zajistí větší respekt rodiny, s čímž Homer několik let bojoval.
Hlavní motivací NASA pro vyslání Homera do vesmíru je jeho nízká sledovanost. To je patrné, když se Homer a Bart, kteří jsou považováni za průměrné chlapy, snaží rychle přepnout kanál, když je vysílán start do vesmíru. V roce 1994 už NASA nemohla prezentovat průzkum vesmíru jako součást vesmírných závodů – napětí mezi Sovětským svazem a Spojenými státy se v té době rozplynulo. V epizodě se NASA pokouší využít společenskou třídu jako prostředek ke zvýšení sledovanosti tím, že vyšle do vesmíru „průměrného chlapa“, jako je Homer nebo Barney. Homerova cesta do vesmíru zvýšila sledovanost NASA; podle profesora angličtiny Paula Cantora to ilustruje, jak snadno lze trendy ve sledovanosti ovlivnit společenskými změnami.

## Vysílání
V týdnu od 21. do 27. února 1994 skončil díl na 32. místě ve sledovanosti s ratingem Nielsenu 11,1, což odpovídá přibližně 10,3 milionu diváckých domácností. Přestože se jednalo o nejlépe hodnocený pořad na stanici Fox v daném týdnu, díl Hrdinný kosmonaut Homer si nevedl tak dobře jako epizoda z předchozího týdne Líza proti mluvící panence, která měla rating podle Nielsenu 11,6, což odpovídá 11 milionům diváckých domácností.
Hrdinný kosmonaut Homer je součástí vydání páté řady seriálu na DVD a Blu-ray, které obsahuje komentář štábu Simpsonových Groeninga, Silvermana, Jamese L. Brookse, Mirkina, Conana O'Briena a Jima Reardona. Díl je obsažen v sadě Simpsons: Risky Business a je k dispozici na Disney+. Ve hře The Simpsons: Tapped Out se konala akce založená na této epizodě; hráči v ní mohli trénovat obyvatele Springfieldu na vesmírnou misi.

## Přijetí
V roce 1994 filmový časopis Empire prohlásil díl za „kandidáta na nejlepší epizodu všech dob“ a označil jej za třetí nejlepší filmovou parodii Simpsonových. V roce 1998 díl TV Guide zařadil na seznam dvanácti nejlepších epizod Simpsonových. Chris Turner jej ve své knize Planet Simpson z roku 2004 uvedl jako jednu z pěti nejoblíbenějších. Pasáž s Homerem pojídajícím bramborové lupínky v raketoplánu a proslov hlasatele Kenta Brockmana, který věří, že raketoplán obsadili mimozemští mravenci, označil za „jednoduše jedny z nejlepších komediálních momentů v historii televize“.
V roce 2011 The Daily Telegraph zařadil epizodu mezi svých deset nejoblíbenějších pro její camea a vtipy. V roce 2017 server Today.com označil díl za čtvrtou nejoblíbenější epizodu Simpsonových a Homerovo zjištění, že se Planeta opic odehrává na Zemi, popsal jako „čistou genialitu“. Aldrin a Taylor získali pochvalu za své výkony; IGN a Phoenix.com zařadily Taylorovo hostování mezi nejlepší epizody seriálu. V roce 2019 časopis Time zařadil epizodu na šesté místo v seznamu 10 nejlepších dílů Simpsonových, které vybrali odborníci na Simpsonovy.
Epizoda je Silvermanovou oblíbenou, ale obsahuje jeden z Groeningových nejméně oblíbených vtipů: Homerův obličej se při vystavení gravitační síle promění v obličeje Pepka námořníka a Richarda Nixona, což podle Groeninga nedávalo v kontextu smysl. Na žádost astronauta Edwarda Lu byla kopie epizody umístěna na Mezinárodní vesmírnou stanici, aby si ji mohli astronauti prohlédnout.

### Internetový mem
Hláška Kenta Brockmana „Já například vítám naše nové hmyzí vládce“ se stala oblíbenou televizní hláškou a internetovým memem, který se často používá k vyjádření posměšné podřízenosti nebo naznačuje, že by se nějaká mocná entita, například roboti, mohla stát natolik schopnou, aby si podmanila lidstvo. V roce 2007 ji použil časopis New Scientist, když informoval o výzkumu britské vlády v oblasti mimozemšťanů, a v roce 2011 ji použil Ken Jennings, dlouholetý účastník soutěže Jeopardy! v souvislosti s počítačem Watson.